# 卡克-霍利湖
51°21′14.22″N 94°23′13.69″E / 51.3539500°N 94.3871361°E
卡克-霍利湖（俄语：Как-Холь），是俄羅斯的湖泊，位於該國南部圖瓦共和國，處於圖瓦盆地南部，長2公里、寬1.2公里，面積2.2平方公里，海拔高度707米，最大水深0.6米。